# Wałbrzych

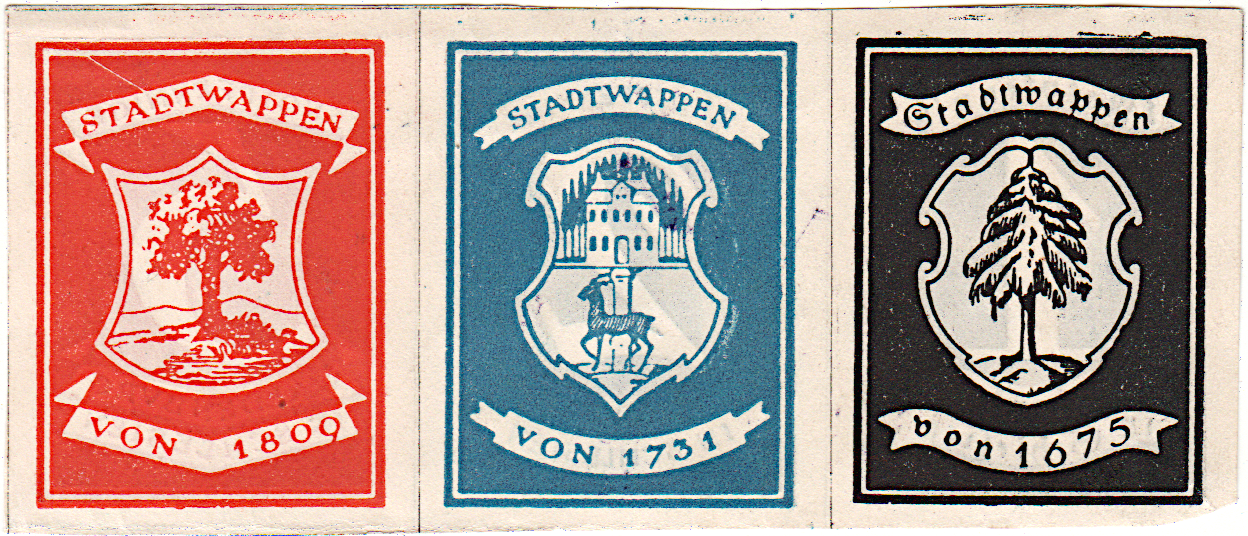
Das Wappen der Stadt in den Jahren 1675, 1731 und 1809 auf Notgeldscheinen aus Waldenburg von 1921.

Wałbrzych [ˈvawbʒɨx], deutsch Waldenburg/Schlesien (gebirgsschlesisch Walmbrig oder Walmbrich), ist eine Großstadt in der Woiwodschaft Niederschlesien in Polen. Sie bildete bis Anfang der 1990er Jahre das Zentrum des Waldenburger Steinkohlereviers. Bekannt ist die Stadt auch für das größte Schloss Schlesiens, das Schloss Fürstenstein.

## Geographie

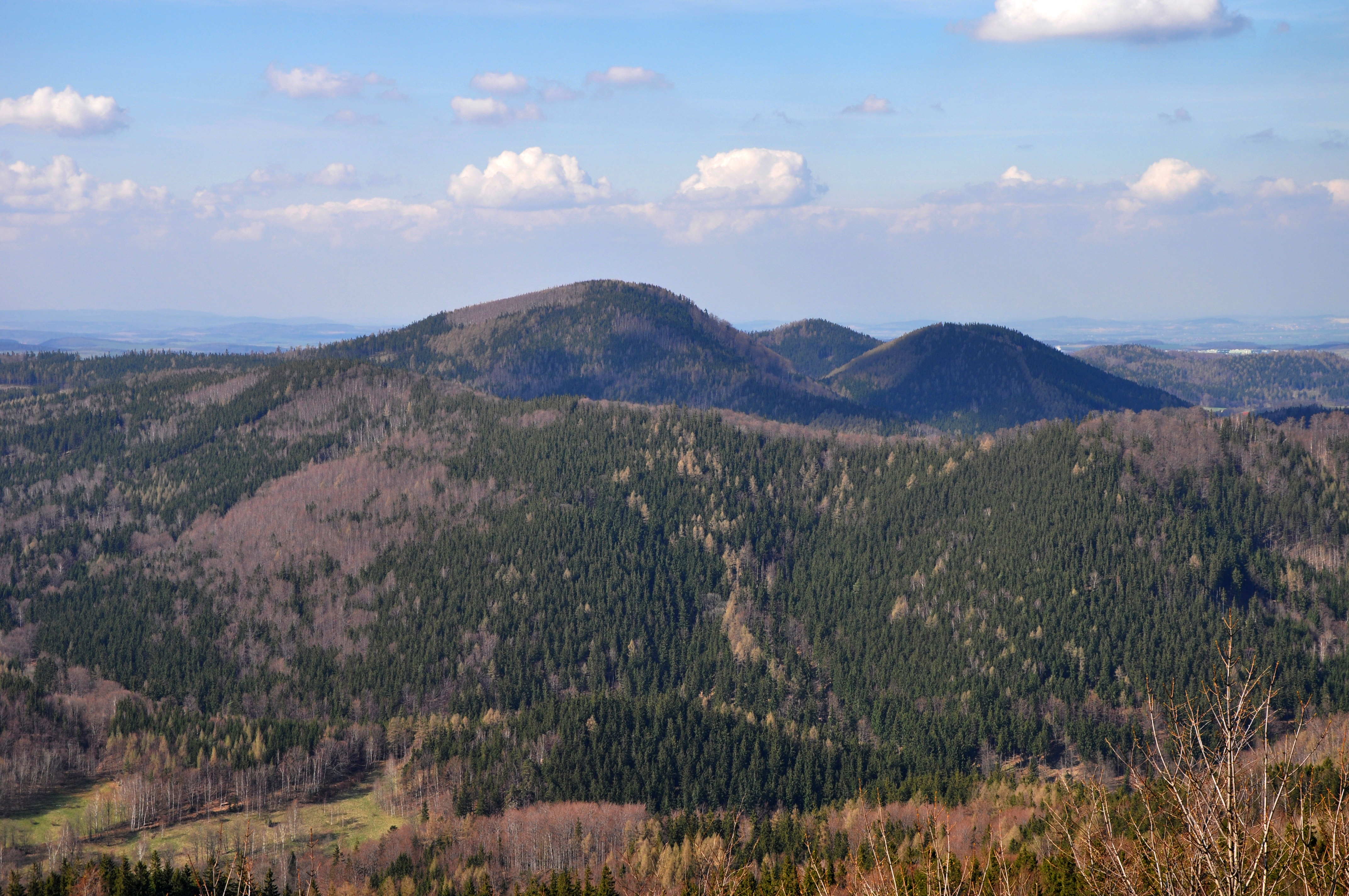
Waldenburger Land

Wałbrzych liegt zwischen dem Riesengebirge und dem Eulengebirge im Waldenburger Bergland, etwa 65 Kilometer südwestlich von Breslau.

## Stadtteile
Zur Stadt Wałbrzych gehören folgende Stadtteile:
- Śródmieście (Stadtmitte)
- Biały Kamień (Weißstein; 1950 nach Wałbrzych eingemeindet)
- Gaj (Stadtparksiedlung)[3]
- Glinik Nowy (Neuhain, 1679 gegründet, gehörte zur Herrschaft Fürstenstein; 1934 Alt- und Neuhain zur Gemeinde Großhain zusammengeschlossen. 1973 nach Wałbrzych eingemeindet)
- Glinik Stary (Althain, 1549 erstmals erwähnt, gehörte zum Burgbezirk Neuhaus, später zur Herrschaft Fürstenstein. 1925 nach Dittersbach eingemeindet; 1934 Alt- und Neuhain zur Gemeinde Großhain zusammengeschlossen. 1973 nach Wałbrzych eingemeindet)
- Konradów (Konradsthal; 1958 nach Wałbrzych eingemeindet)
- Kozice (Neukrausendorf; gegründet Anfang des 18. Jahrhunderts als Kolonie von Reußendorf; 1958 nach Wałbrzych eingemeindet)
- Książ (Fürstenstein; 1973 eingemeindet)
- Lubiechów (Liebichau; 1305 erstmals erwähnt, gehörte zur Herrschaft Fürstenstein; 1973 nach Wałbrzych eingemeindet)
- Nowe Miasto (Neustadt; ab 1902 errichtet)
- Piaskowa Góra (Sandberg; Ortsteil von Obersalzbrunn, 1933 in den Stadtkreis Waldenburg eingemeindet. 1945 als Piaskowa Góra wieder selbständige Gemeinde. 1955 Eingemeindung in die Stadt Wałbrzych.[4])
- Podgórze I (Oberwaldenburg; 1934 in den Stadtkreis Waldenburg eingemeindet)
- Podgórze II/Dzietrzychów (Dittersbach; erstmals 1305 als Dittrichsbach erwähnt; 1934 in den Stadtkreis Waldenburg eingemeindet)
- Podzamcze (Siedlung ab 1976 neu errichtet)
- Poniatów (Seitendorf; Gutsbezirk 1929 in den Stadtkreis Waldenburg, Dorf 1973 nach Wałbrzych eingemeindet)
- Rusinowa (Reußendorf; 1950 nach Wałbrzych eingemeindet)
- Sobięcin (Hermsdorf; 1950 nach Wałbrzych eingemeindet)
- Stary Zdrój (Altwasser; 1929 in den Stadtkreis Waldenburg eingemeindet)
- Szczawienko (Niedersalzbrunn; 1950 nach Wałbrzych eingemeindet)

Nachbarorte sind Świebodzice (Freiburg) im Norden, Lubiechów (Liebichau) und Witoszów Górny (Oberbögendorf) im Nordosten, Bystrzyca Górna (Oberweistritz) und Zagórze Śląskie (Kynau) im Osten, Olszyniec (Erlenbusch) und Jedlina-Zdrój (Bad Charlottenbrunn) im Südosten, Rybnica Leśna (Reimswaldau) und Unisław Śląski (Langwaltersdorf) im Süden, Boguszów-Gorce (Gottesberg-Rothenbach) im Westen und Szczawno-Zdrój (Bad Salzbrunn) im Nordwesten.

## Name
Der polnische Ortsname Wałbrzych stammt vom schlesischen Namen Walbrich oder Walmbrich ab (Walmberg, Berg → „Birch“ → „Brich“).

## Geschichte

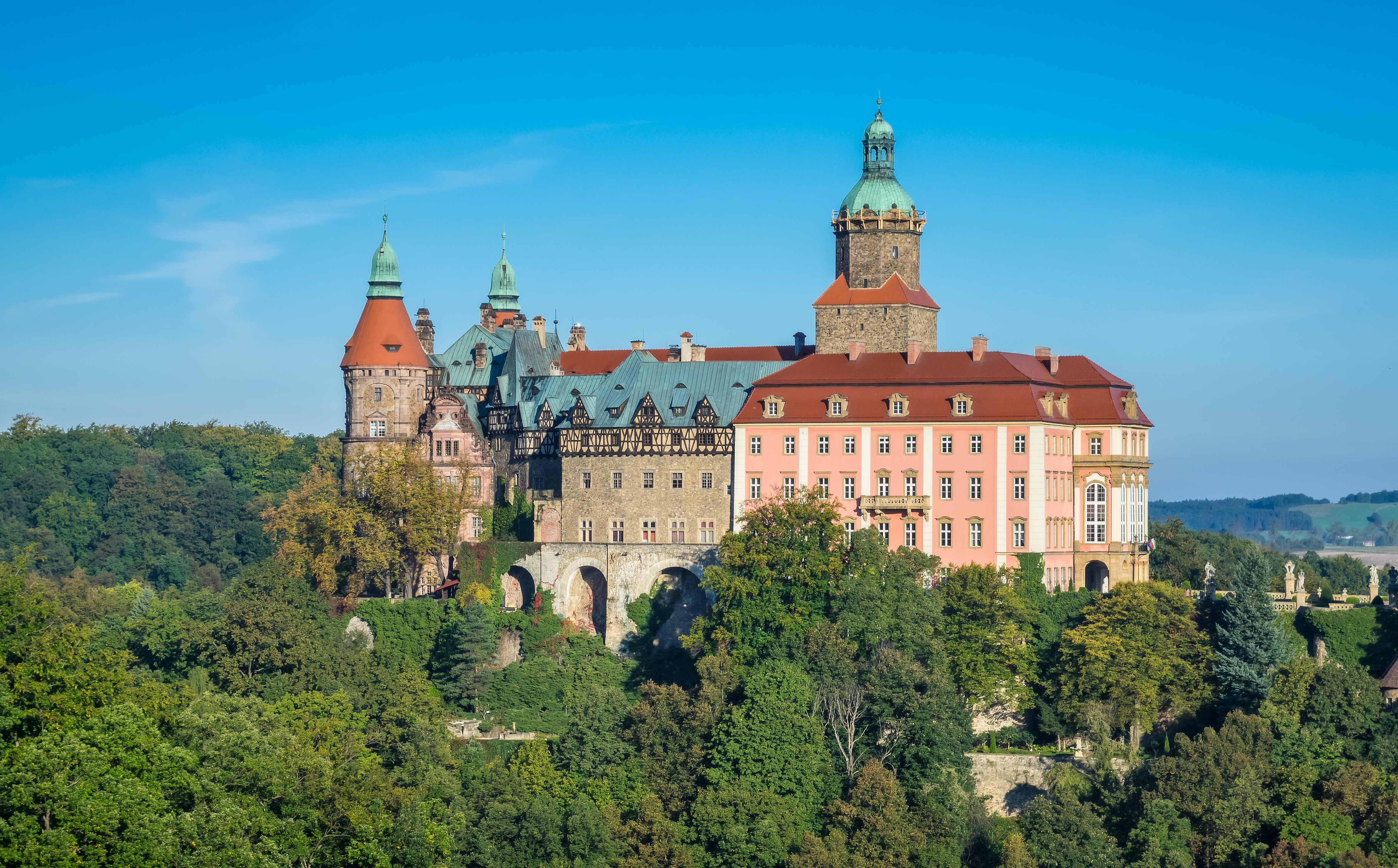
Schloss Fürstenstein, dessen Anfänge auf das 13. Jahrhundert zurückgehen

Waldenburg wurde vermutlich 1290–1293 bei der Rodung des Grenzwalds unter dem Schweidnitzer Herzog Bolko I. gegründet. Die gelegentliche Angabe, Waldenburg sei 1191 erbaut worden, ist wissenschaftlich nicht belegt. Es gehörte zum Bezirk der Burg Neuhaus, die 1365 erstmals erwähnt wurde. Sie ist identisch mit der Waldenburg, da die Besitzer des Burgbezirks immer auch Herren von Waldenburg waren. Für das Jahr 1372 ist in Waldenburg eine Pfarrkirche bezeugt, die vermutlich an der Stelle der heutigen Marienkirche stand. Zusammen mit dem Herzogtum Schweidnitz fiel es nach dem Tod des Herzogs Bolko II. 1368 erbrechtlich an Böhmen, wobei dessen Witwe Agnes von Habsburg bis zu ihrem Tod 1392 ein Nießbrauch zustand. 1426 wurde es erstmals als Städtchen bezeichnet, obwohl es um diese Zeit weder das Marktrecht noch andere Privilegien besaß. Die erstmalige Erwähnung des Bergbaus im Stadtgebiet erfolgte für das Jahr 1529. Erst 1545 erwirkte der damalige Grundherr Sigismund von Landritz beim böhmischen König Ferdinand I. das Brauprivileg und andere Handwerksrechte. Für das Jahr 1576 sind in Waldenburg vier Bauern nachgewiesen. Da die Grundherren Czettritz der Reformation nahestanden, breitete sie sich auch in deren Herrschaftsgebiet aus.
1604 wurde die Weberzunft gegründet. 1606–1628 ließ Diprand von Czettritz das Schloss in Oberwaldenburg erbauen. Unter seiner Herrschaft erweiterte der böhmische König Anfang des 17. Jahrhunderts die Waldenburger Privilegien. Im Dreißigjährigen Krieg wurde Waldenburg weitgehend zerstört, danach jedoch wieder aufgebaut. 1654 wurde die Kirche, die während der Reformation als evangelisches Gotteshaus diente, den Katholiken zurückgegeben. Im Jahr 1675 erhielt Waldenburg das erste Stadtwappen. Nach der Erbteilung von 1682 gelangte Waldenburg an Maria Katharina Freiin von Czettritz und Neuhaus, verehelicht mit Sigismund Freiherrn von Bibra und Modlau. Deren Tochter Henriette Katharina verband sich 1701 ehelich mit Christoph Friedrich, Graf zu Stolberg-Stolberg, der die Herrschaft Waldenburg im Jahre 1719 von den Erben seiner Schwiegermutter kaufte. 1696 gewährte Kaiser Leopold I. in seiner Eigenschaft als böhmischer Landesherr der Stadt Waldenburg einen Wochenmarkt und zwei Jahrmärkte. Ab Anfang des 18. Jahrhunderts entwickelte sich der Leinenhandel.

### Waldenburg als frühe preußische Industriestadt

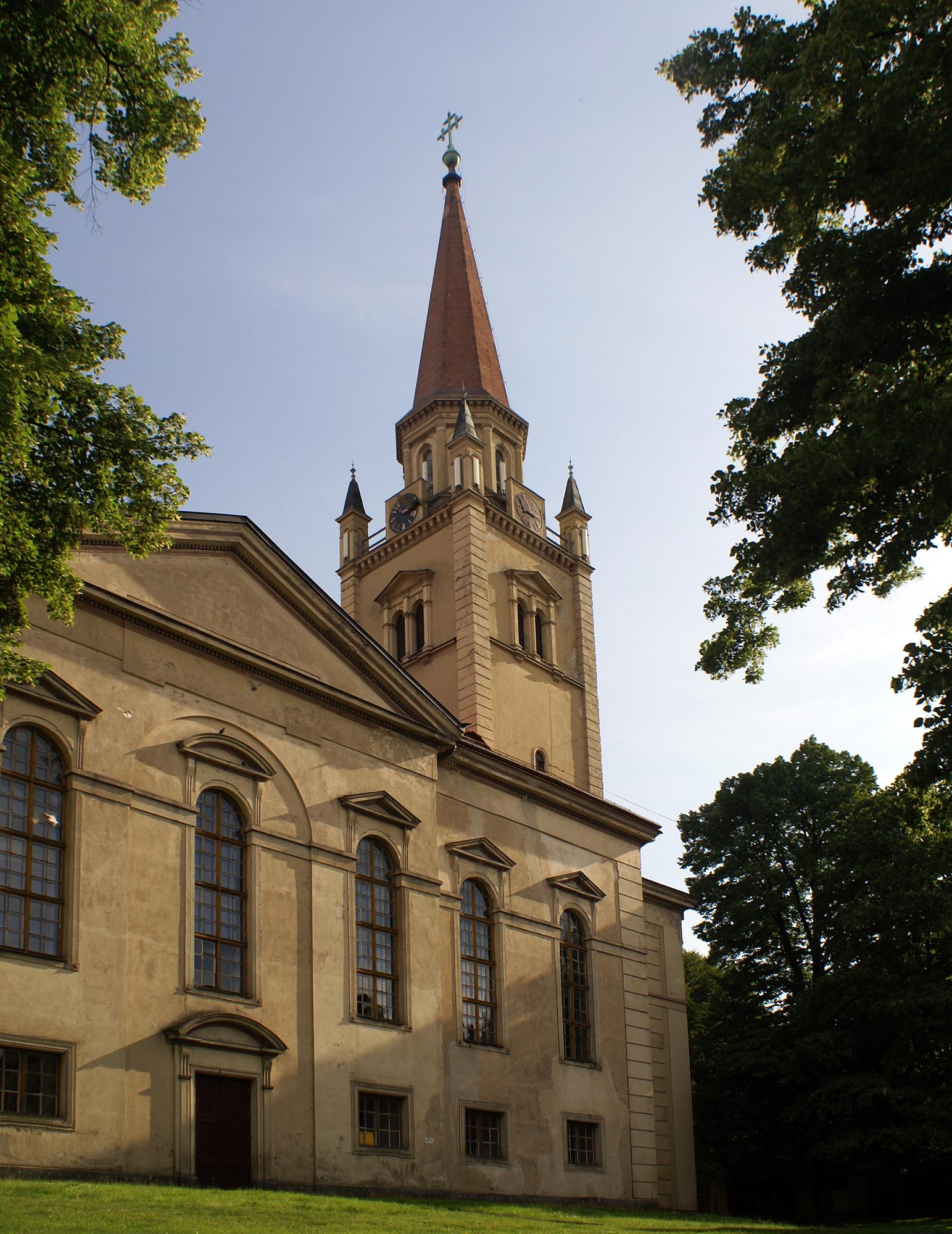
Evangelische Kirche, erbaut zwischen 1785 und 1788 von Carl Gotthard Langhans

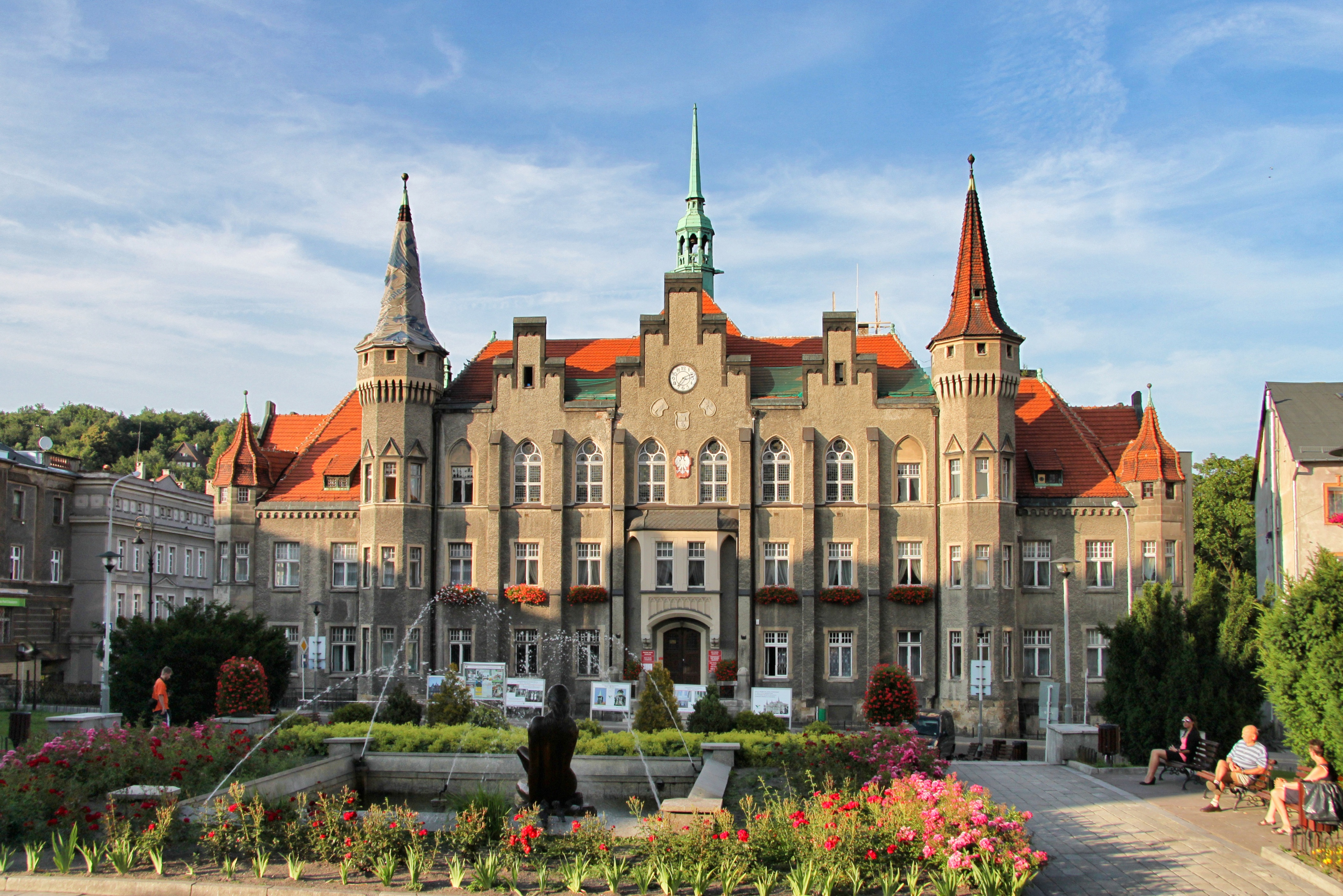
Waldenburger Rathaus von 1813, mit Erweiterungsflügeln von 1903

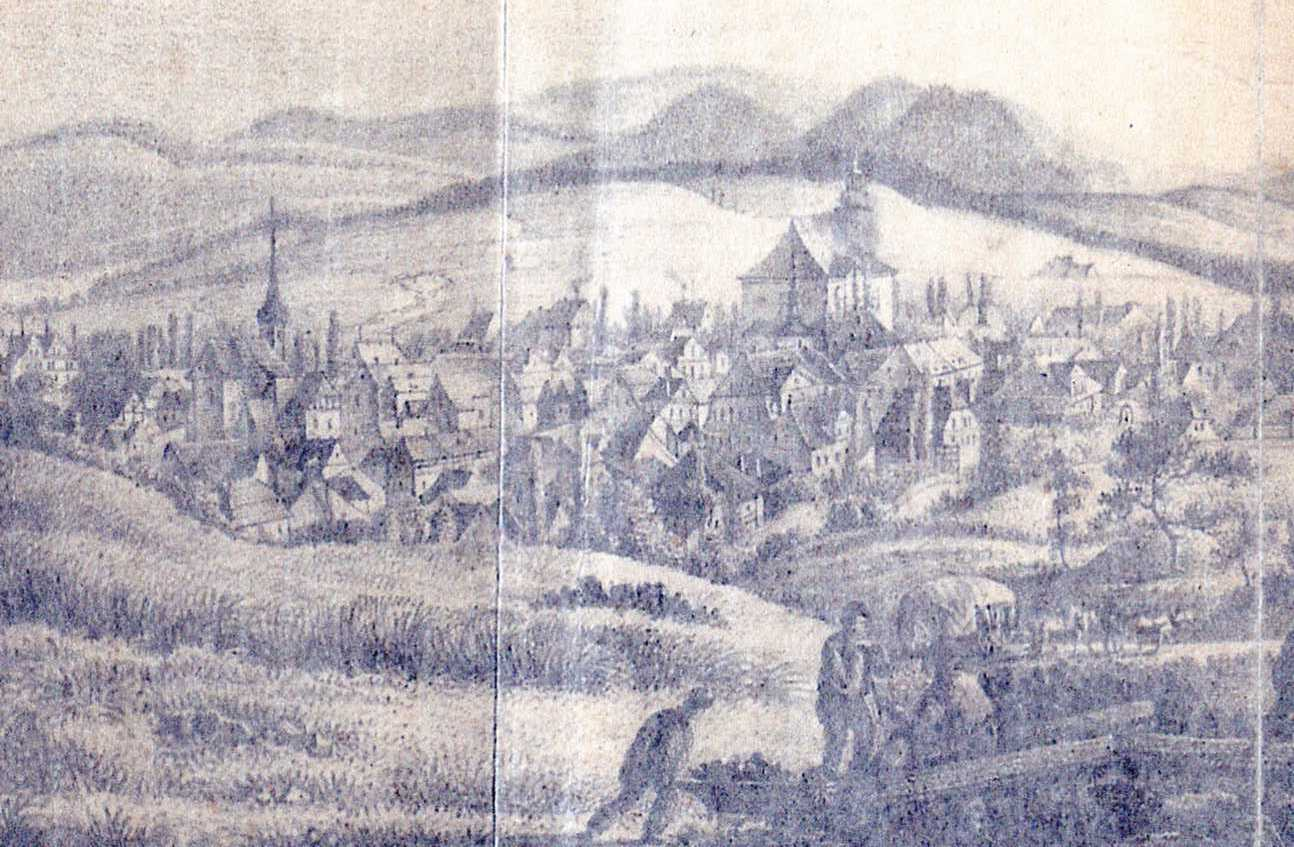
Waldenburg im ersten Viertel des 19. Jh.

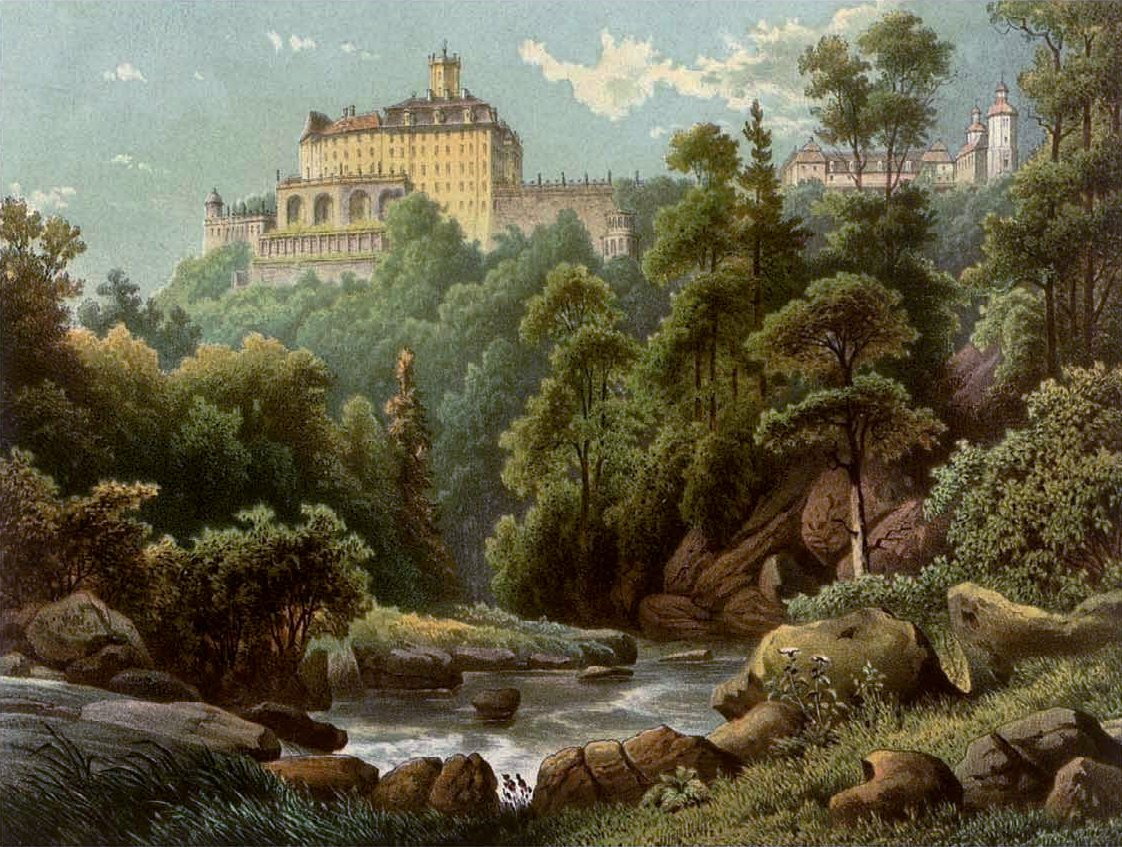
Schloss Fürstenstein auf einem Stich aus der Mitte des 19. Jahrhunderts

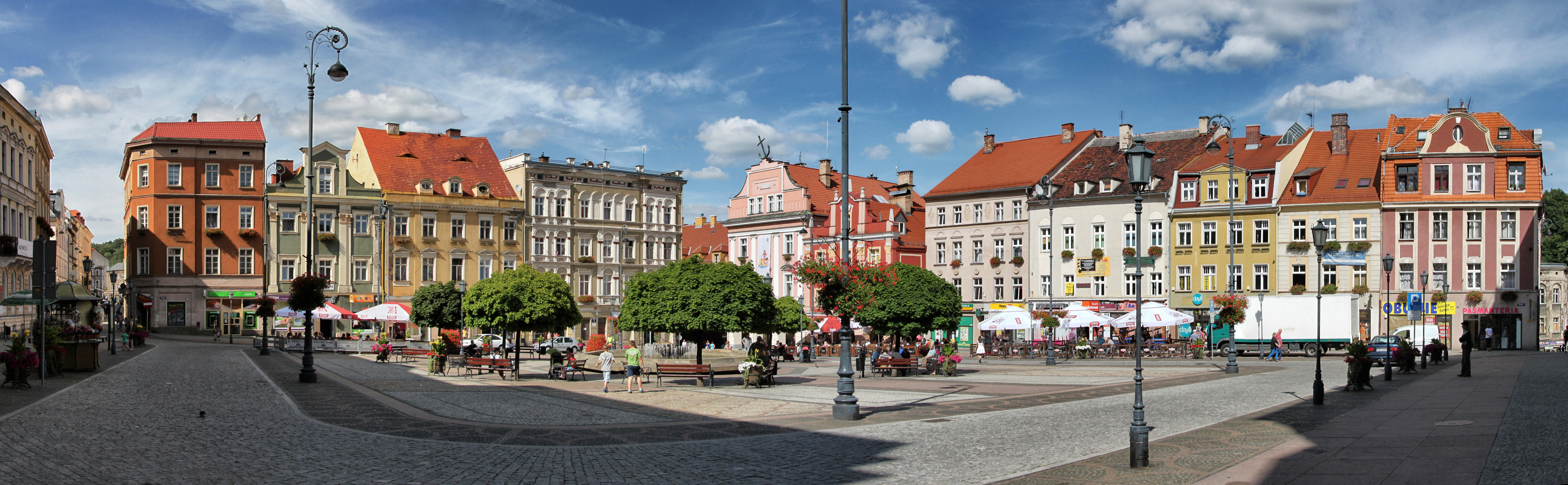
Waldenburger Ring, der Architektur aus dem 18., 19. und 20. Jahrhundert verbindet

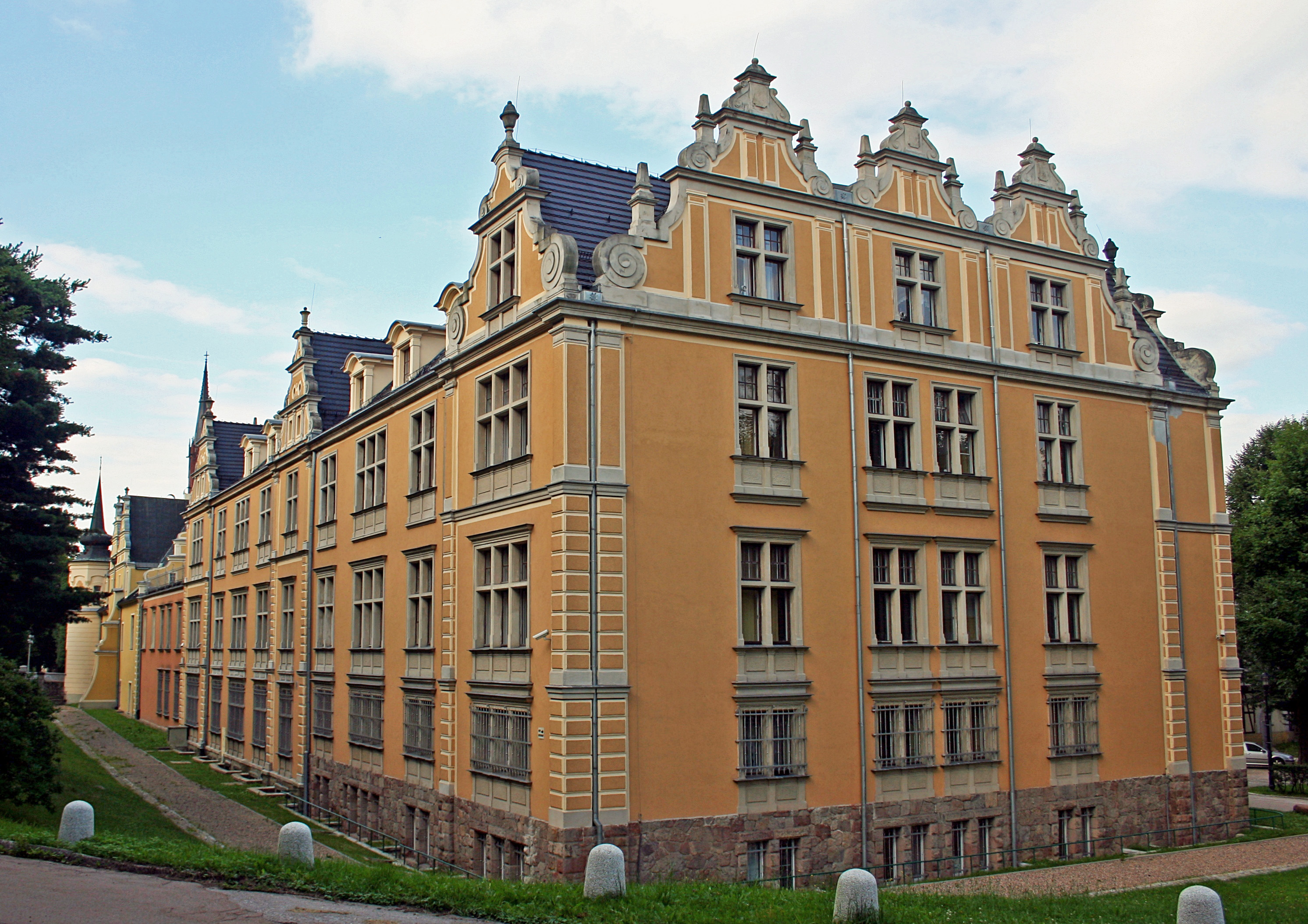
Schloss Waldenburg – Palais Czettritz

Im Jahr 1738 erwarb Graf Konrad Ernst Maximilian von Hochberg auf Fürstenstein Oberwaldenburg.
Nach dem Ersten Schlesischen Krieg 1742 fiel Waldenburg zusammen mit Schlesien an Preußen. Im selben Jahr erhielt die Stadt ein evangelisches Bethaus, das 1785 durch eine neue Kirche ersetzt wurde. Infolge der Zunahme der Steinkohleförderung im Waldenburger Revier wurde 1770 für die hier Beschäftigten ein Knappschaftlazarett errichtet. 1776 erhielt Waldenburg ein Leinwandgericht, 1776 ein Bleichgericht und 1788 wurde es zur Kommerzialstadt erhoben. Nachdem Heinrich Ernest Freiherr von Czettritz-Neuhaus kinderlos starb, fielen Stadt und Herrschaft Waldenburg 1783 an seinen Neffen aus dem Adelsgeschlecht derer von Dyhrn. Sie und ihre Miteigentümer, die Hochbergs, behielten ihren Grundbesitz in Waldenburg und Umgebung bis 1945. Von 1793 bis 1861 war Waldenburg Sitz eines Bergamtes. Nach der Aufhebung der Erbuntertänigkeit infolge der Preußischen Reformen erhielt die Stadt 1808 die Kommunale Selbstverwaltung. Die erste Stadtverordnetenwahl fand am 6. Februar 1809 statt.
Nach der Neugliederung Preußens gehörte Waldenburg seit 1815 zur Provinz Schlesien und war ab 1818 dem Landkreis Waldenburg eingegliedert, mit dem es bis 1924 verbunden blieb. 1818 lebten 1836 Menschen in Waldenburg. Nachdem die Leinenausfuhr bedeutungslos geworden war, entwickelte sich Waldenburg von einer Handels- zu einer Industriestadt. Bereits 1853 erhielt es mit der Schlesischen Gebirgsbahn einen Eisenbahnanschluss mit Breslau, dem 1868 die Verbindung mit dem böhmischen Halbstadt folgte. Vom 1. Dezember 1869 bis zum 14. Januar 1870 streikten während des Waldenburger Bergarbeiterstreiks rund 7000 Waldenburger Bergleute. Das war bis dahin der größte Arbeitskampf in Deutschland. Auslöser war die Nichtanerkennung der Hirsch-Dunckerschen Gewerkvereine durch die Bergwerksbesitzer. Der Streik endete mangels Unterstützung der Bergleute durch den Gewerkverein erfolglos, doch bewirkte er eine Radikalisierung der Arbeiter- und Gewerkschaftsbewegung. Ab 1898 entstand ein Netz elektrischer Straßenbahnen, deren Betreiber die Waldenburger Kreisbahn war. 1903 verbanden sich die Steinkohlengruben zu einem Syndikat. Ab 1902 wurde der Stadtteil Neustadt errichtet.
Auf der Weltausstellung 1873 in Wien wurde die Waldenburger Firma des Fotografen A. Leisner für das Einbrennen von Fotografien auf Porzellan erstmals ausgezeichnet. 1903 wurde das Niederschlesische Steinkohlensyndikat gegründet, erste Kohlen-Funde sind bereits 1366 belegt.
Die Industrialisierung führte zu einem starken Anstieg der Einwohnerzahl: 1885 lebten rund 13.000 Menschen in Waldenburg, 1900 waren es 15.106 und 1910 19.681. Die Bevölkerung war überwiegend evangelisch. Am Anfang des 20. Jahrhunderts gab es in Waldenburg eine evangelische Kirche, eine altlutherische Kirche, eine apostolische Kirche, zwei katholische Kirchen und eine Synagoge.
Da der Abbau der Kohlepfeiler zum größten Teil unter dem Stadtgebiet erfolgte, verlagerte sich das Wohngebiet auf die umliegenden Ortschaften, die deshalb nacheinander nach Waldenburg eingemeindet wurden. Bis 1924 erfolgten folgende Eingemeindungen:
- Gutsbezirk Reimswaldau (1914)
- Altwasser (1919) und Gutsbezirk Altwasser (1920)
- Teile des Gutsbezirks Seitendorf (1920)
- Gutsbezirk Oberwaldenburg (1921)
- Neu Weißstein (Kamionek) (1923)
- Hartebusch-Siedlung (1923)
- Graf-Hochberg-Schacht Fellhammer (1923)

1924 schied die Stadt Waldenburg aus dem Landkreis Waldenburg aus und bildete einen eigenen Stadtkreis. Für das Jahr 1925 sind 44.111 Einwohner nachgewiesen. Zwischen 1925 und 1934 erfolgten weitere Eingemeindungen:
- Rest des Gutsbezirks Seitendorf (1925)
- Oberwaldenburg (1934) und
- Dittersbach (Dzietrzychów/Podgórze) mit Bärengrund

Bis 1939 stieg, auch aufgrund von Eingemeindungen, die Einwohnerzahl auf 64.136, was innerhalb von weniger als 20 Jahren einen Zuwachs von rund 133 Prozent bedeutete. Im Zweiten Weltkrieg befand sich in Waldenburg ein Außenlager des KZ Groß-Rosen.

### Vertreibung, Nachkriegszeit und Zeit bis heute

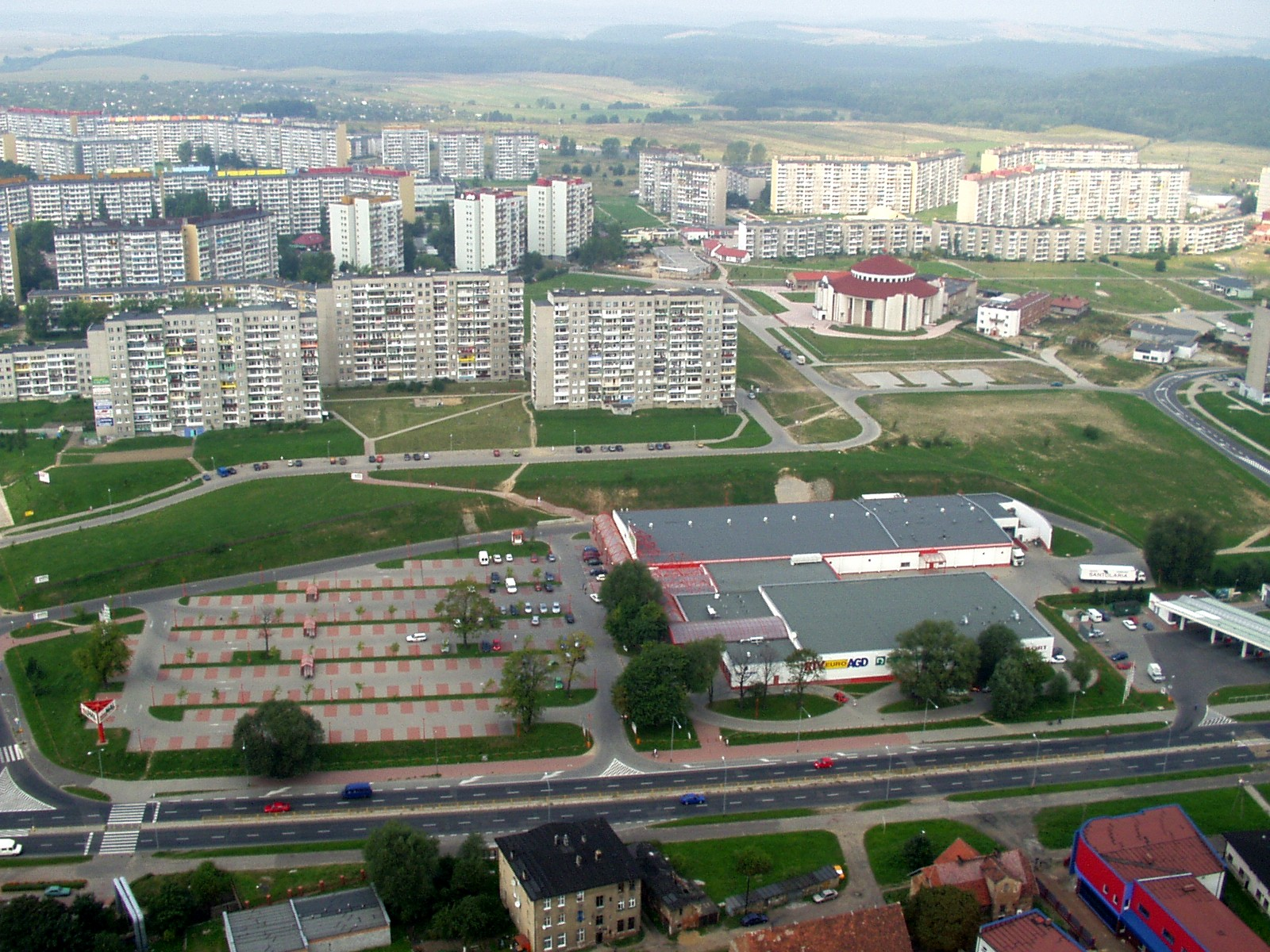
Sozialistischer Wohnungsbau in Wałbrzych-Podzamcze

Die Rote Armee übergab 1945 die nahezu unzerstörte Region Waldenburg der Verwaltung der Volksrepublik Polen. Waldenburgs einheimische deutsche Bevölkerung wurde, soweit sie nicht schon vorher geflohen war, 1946–1947 größtenteils vertrieben. „Dabehalten“ wurden zahlreiche Deutsche, die für das Funktionieren der Wirtschaft unverzichtbar waren und zudem bereit waren, die polnische Staatsbürgerschaft anzunehmen. Es waren überwiegend Facharbeiter des Bergbaus, die für die Förderung der Kohle benötigt wurden. Obwohl sie Benachteiligungen im öffentlichen Leben und im Beruf hinnehmen mussten, entfalteten sie ab Anfang der 1950er Jahre eine rege deutschsprachige Tätigkeit auf schulischem, kulturellem und kirchlichem Gebiet. Die meisten von ihnen reisten Ende der 1950er Jahre im Wege der Familienzusammenführung in die Bundesrepublik Deutschland aus. Durch den späten Ausreisetermin haben sich schon vor dem Umbruch von 1990 in Einzelfällen deutsch-polnische familiäre Bindungen entwickelt, was das deutsch-polnische Verhältnis positiv beeinflusst hat.
Die Stadt trägt seit 1945 den polnischen Namen Wałbrzych, der aus dem Bergschlesischen Dialekt stammt und bereits in mehreren Publikationen aus dem 19. Jahrhundert erwähnt worden war.
1950 wurden nach Wałbrzych eingemeindet:
- Biały Kamień (Weißstein)
- Piaskowa Góra (Sandberg)
- Poniatów (Seitendorf)
- Rusinowa (Reußendorf) und
- Sobięcin (Hermsdorf)
- sowie Teile von Szczawno-Zdrój (Bad Salzbrunn), Opoka (Hartau), Glinik (Großhain), Fellhammer, Konradów und Szczawienko.

1958 erfolgte die Eingemeindung von:
- Konradów (Konradsthal) und
- Kozice (Neukrausendorf)

1973 wurden eingemeindet:
- Glinik Nowy (Neuhain)
- Glinik Stary (Althain)
- Książ (Fürstenstein) und
- Lubiechów (Liebichau)

Ab 1976 entwickelte sich der neue Stadtteil Podzamcze. Bis 1974 gehörte Wałbrzych zur Woiwodschaft Wrocław und von 1975 bis 1998 zur Woiwodschaft Wałbrzych. Von 1999 bis 2002 war Waldenburg eine Kreisfreie Stadt, danach wurde sie Teil des Powiat Wałbrzyski. Seit dem 1. Januar 2013 ist die Stadt wieder kreisfrei.
Ende August 2015 meldete die Presse, dass mittels Georadar ein unterirdisch vermuteter Gold-Zug gefunden worden sei. Ob dieser Fund wirklich zutrifft, ist jedoch umstritten. Am 25. August 2016 wurde bekannt, dass die Suchgrabung an der ersten Stelle erfolglos war und hier aufgegeben wurde.

## Wirtschaft

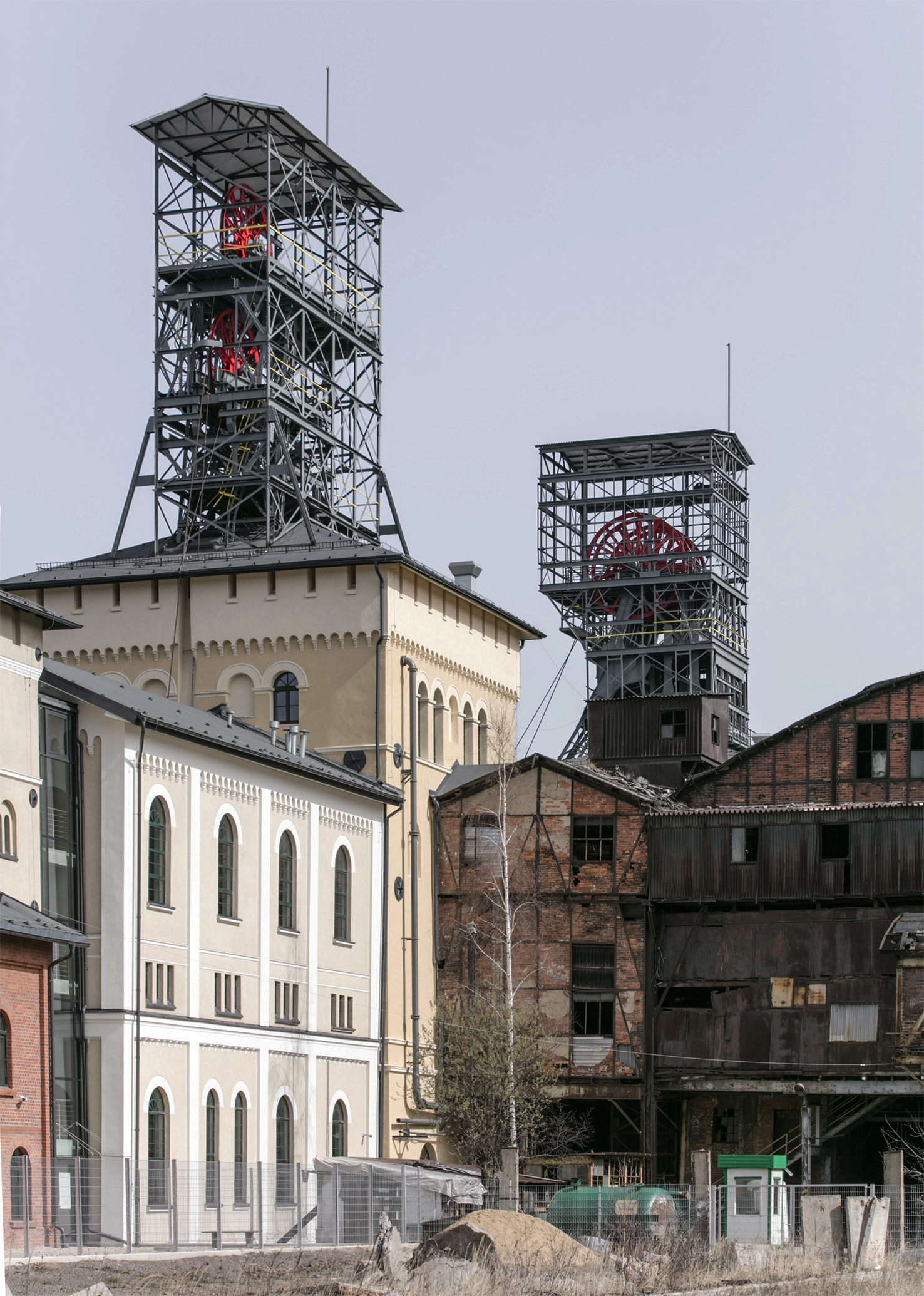
Kopalnia Węgla Kamiennego Julia (Steinkohlenbergwerk Julia) – 1996 stillgelegt

Seit Anfang des 17. Jahrhunderts entwickelte sich Waldenburg zu einem bedeutenden Zentrum der Leinwandherstellung und des Leinwandhandels. 1745 existierten elf Leinenhandlungen, 1765 wurde Leinen im Wert von 56.000 Talern ausgeführt, bis 1785 steigerte sich der Wert auf 1.053.353 Taler. Trotz des Wegbruchs der österreichischen Absatzmärkte nach dem Übergang an Preußen konnte der Export gesteigert werden, da neue Handelsbeziehungen mit anderen Ländern aufgenommen wurden. 1818 entstand in Waldenburg die erste mechanische Flachsgarnspinnerei Europas.
Erstmals 1526 wurde der Bergbau im Stadtgebiet erwähnt, der ab Anfang des 19. Jahrhunderts größte wirtschaftliche Bedeutung erlangte. Seitdem waren die Steinkohlebergwerke und die kohleverarbeitenden Betriebe ununterbrochen bis Anfang der 1990er Jahre in Betrieb. Im Jahr 2014 existierte in der Umgebung der Stadt nur noch eine einzige Kohlegrube als Museumsbergwerk.
Daneben entfaltete sich ab 1820 die Porzellanindustrie, u. a. durch Carl Tielsch und die Krister Porzellan-Manufaktur. Beide Produktionsstätten arbeiteten nach 1945 unter polnischer Leitung weiter. Während das Krister-Werk Wałbrzych ab 1953 den Namen Krzysztof trug, war die Marke Krister bis 1971 Teil der Rosenthal AG.
Zu Beginn des 21. Jahrhunderts haben Unternehmen der Automobilindustrie Werke in einer Sonderwirtschaftszone innerhalb des östlichen Stadtgebietes Wałbrzych errichtet. Darunter Toyota, Takata, Quin, Faurecia und NSK. Die Stadt ist außerdem ein Zentrum der Keramikindustrie.

## Bildung
Wałbrzych ist ein regionales Bildungszentrum mit etwa 22.000 Schülern und 8.800 Studenten. Es verfügt über 22 Grundschulen, 18 Gymnasien und 21 Mittelschulen sowie zwei weiterführende Bildungsanstalten:
- Staatliche Fachhochschule (Państwowa Wyższa Szkoła Zawodowa im. Angelusa Silesiusa) – mit folgenden Instituten: Fremdsprachen (Anglistik, Germanistik), Pädagogik, Politikwissenschaften, Polonistik, Tourismus, Verwaltung
- Private Hochschule für Verwaltung und Wirtschaft Wałbrzych

Folgende Hochschulen unterhalten Außenstellen in Wałbrzych:
- Technische Hochschule Breslau, Außenstelle in Wałbrzych
- Wirtschaftsakademie, Breslau; Abteilung Regionalwirtschaft und Tourismus
- Pädagogische Hochschule TWP Warschau, Abteilung Wałbrzych
- Kazimierz-Wielki-Universität Bydgoszcz, Außenstelle in Wałbrzych (Mathematik und Technik)
- Polnische Akademie der Wissenschaften

## Kultur
In Wałbrzych gibt es das J.-Szaniawski-Theater und das Puppentheater „Lalki i Aktora“, die Sudeten-Philharmonie, ein Kreismuseum, das Museum für Industrie und Technik (eine Abteilung des Kreismuseums auf dem Gelände eines ehemaligen Steinkohlebergwerkes) sowie die Kunstgalerien „Zamek Książ“, „Pod Atlantami“ und „Civitas Christiana“. Mit diesen Einrichtungen gilt Wałbrzych als das kulturelle Zentrum der mittleren Sudeten. 
Weltbekannt war auch bis zum Zweiten Weltkrieg die Waldenburger Bergmannskapelle.

## Sehenswürdigkeiten

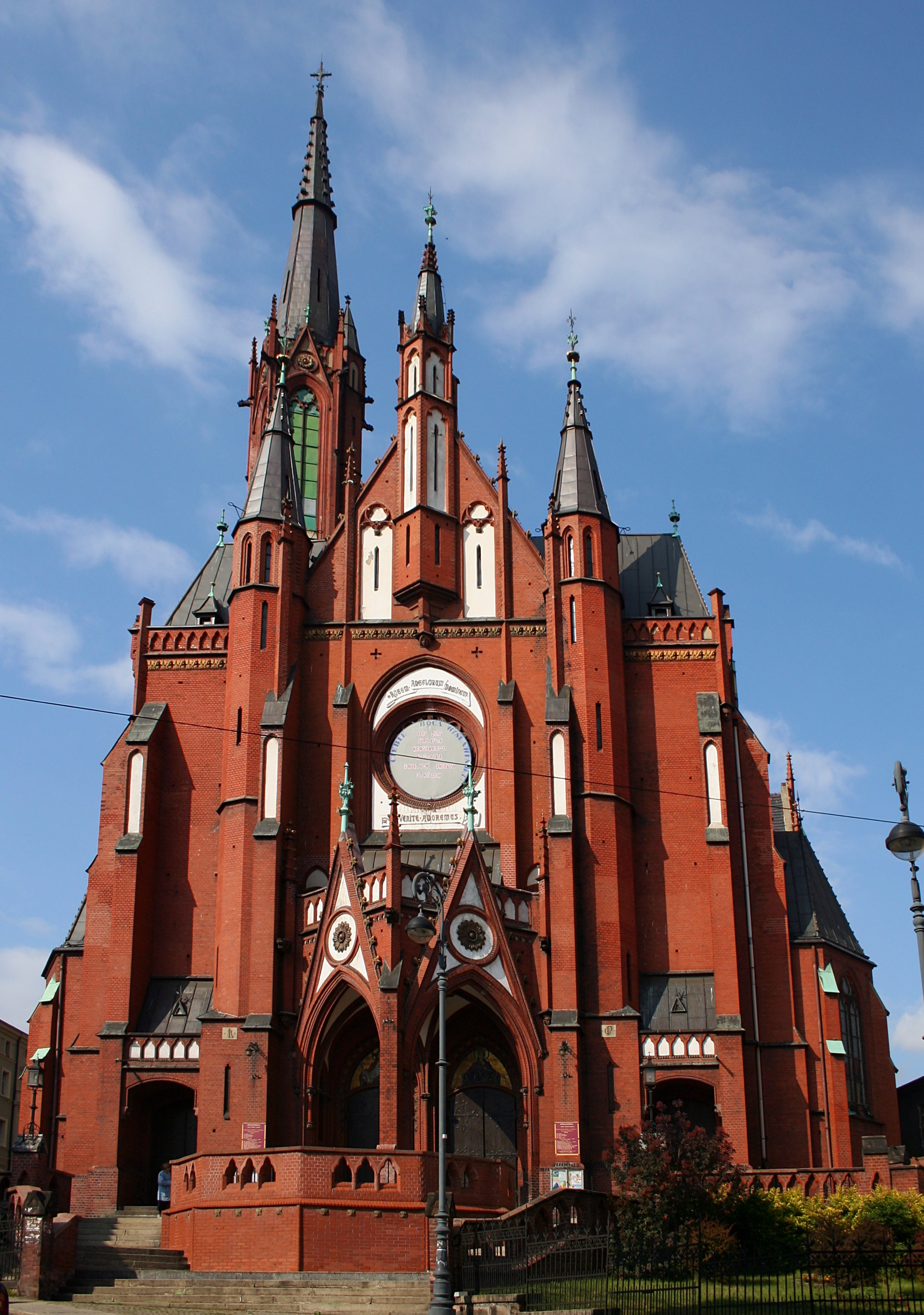
Neugotische Schutzengelkirche

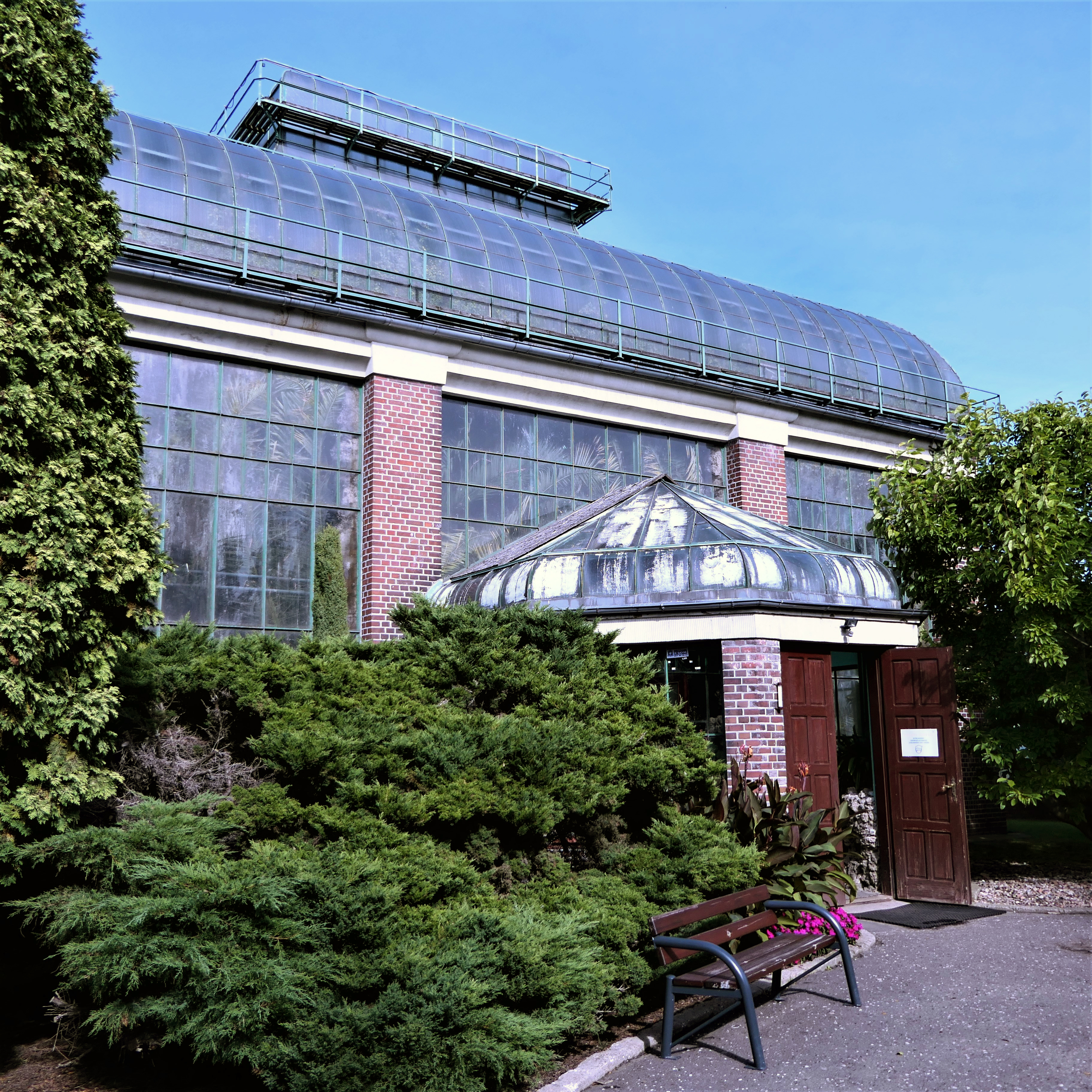
Palmenhaus

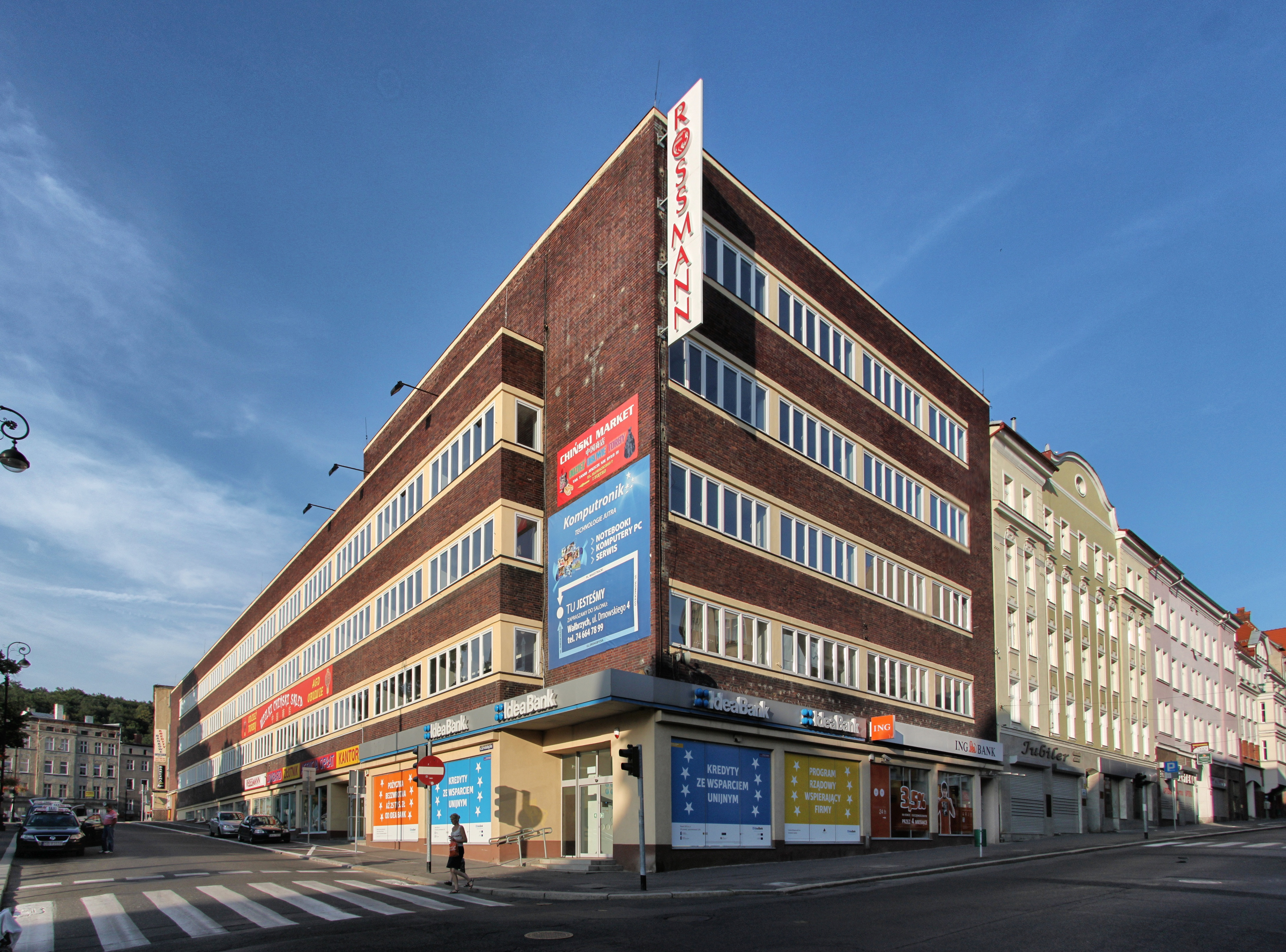
Ehemaliges Kaufhaus Schocken

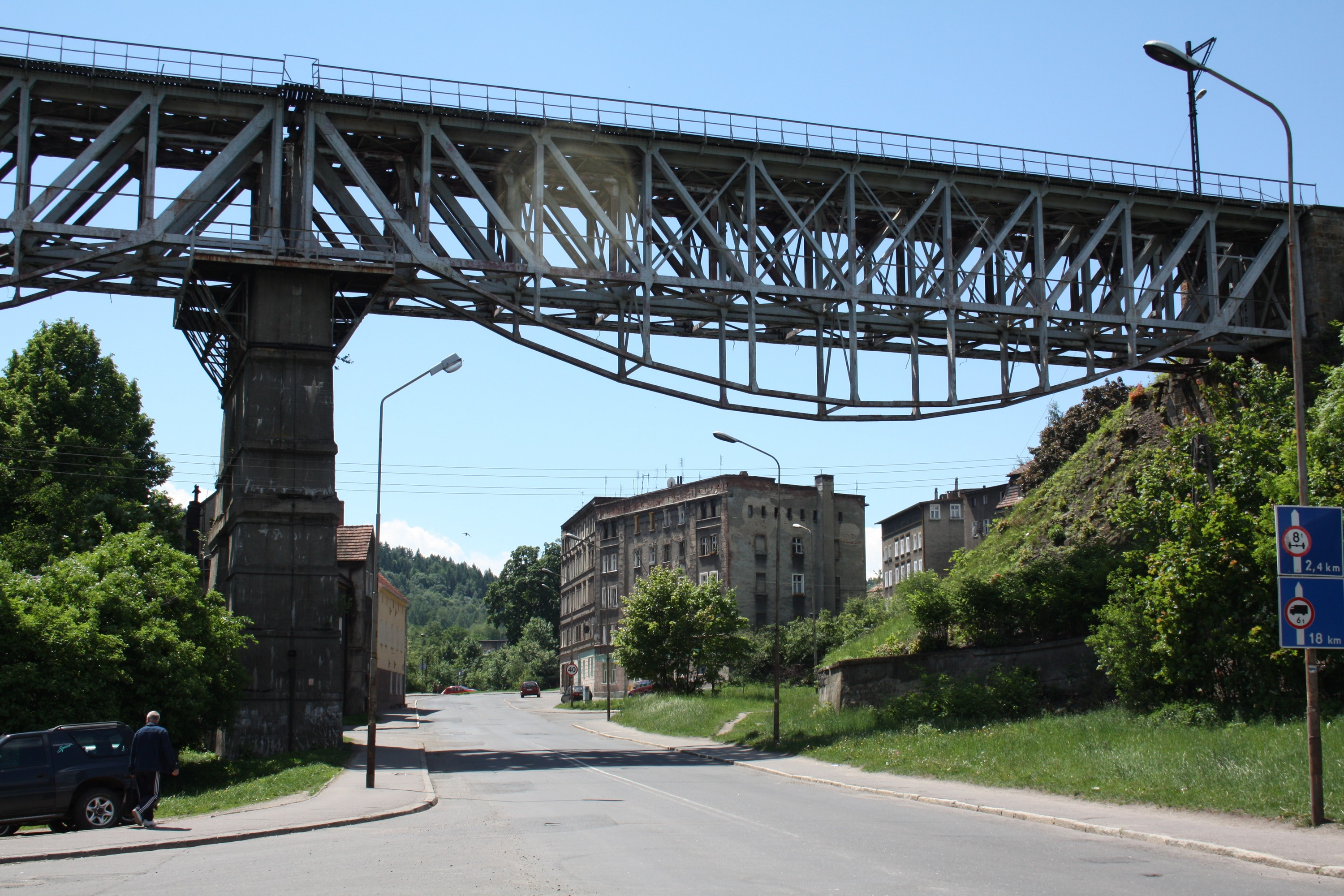
Eisenbahn-Viadukt im Stadtteil Podgórze (bis 1945: Dittersbach)

- Das Rathaus wurde 1855/56 im Stil der Neugotik nach Entwurf des Danziger Architekten Hermann Friedrich Waesemann (1813–1879) errichtet und 1903 durch den Anbau zweier Flügel erweitert.
- Die Bürgerhäuser auf dem Ring stammen teilweise aus dem 18. Jahrhundert.
- Die evangelische Erlöserkirche wurde 1785–1788 im Stil des Klassizismus nach Entwurf des Architekten Carl Gotthard Langhans gebaut.
- Die Marienkirche wurde 1714 vermutlich an der Stelle eines Vorgängerbaus von 1305 errichtet. Die äußerlich schlicht gehaltene Kirche besitzt eine Barockausstattung.
- Die neugotische Schutzengelkirche wurde 1900–1904 nach Entwurf des Architekten Alexis Langer errichtet. An ihrer Stelle stand zunächst die St.-Michaels-Kirche von 1440, die 1899 abgerissen worden war.
- Schloss Fürstenstein nördlich der Stadt beim Fürstensteiner Grund.
- Palmenhaus (Palmiarnia) im Stadtteil Lubiechów, Gewächshäuser und Orangerien mit Botanischem Garten. Initiiert von Hans Heinrich XV. und angelegt für Daisy von Pless 1911–1914
- Burg Neuhaus im Süden der Stadt auf dem Schlossberg
- Das Schloss Alberti wurde 1801 nach Entwurf des Architekten Carl Gotthard Langhans vom Waldenburger Baumeister Leopold Niederäcker für den Leinenkaufmann Julius Sonnabend errichtet. 1834 erwarb es die Fabrikantenfamilie Alberti, die es 1926 an die Stadt Waldenburg verkaufte, die darin ein Städtisches Museum einrichtete. Als solches wird es weiterhin genutzt.[20]
- Das Schloss Waldenburg wurde 1606–1628 für Diprand von Czettritz auf Neuhaus im Stil der Renaissance errichtet und später umgebaut und erweitert. Seit 1738 war es im Besitz der Grafen von Hochberg. Nach 1857 diente das Schloss als Verwaltungsgebäude für die Hochberg’sche Güterverwaltung. Seit 2004 ist im Schloss die Staatliche Fachhochschule „Angelus Silesius“ untergebracht. Zur Schlossanlage gehört ein Wohnhaus des ehemaligen Schlossverwalters aus dem Ende des 18. Jahrhunderts, eine Remise aus dem ersten Viertel des 19. Jahrhunderts sowie eine Villa der Familie von Hochberg von 1905 und eine Villa von 1923.
- Die Pfarrkirche St. Anna im Stadtteil Szczawienko (Nieder Salzbrunn) wurde im 15./16. Jahrhundert an der Stelle eines Vorgängerbaus von 1318 errichtet, nach einem Brand 1816 wieder aufgebaut und 1882 regotisiert. Der Hauptaltar und der St.-Josephs-Altar stammen aus der Zeit um 1760. Die Kirche beherbergt zahlreiche Epitaphe aus dem 17. bis 19. Jahrhundert.
- Das Kurhaus (Dom zdrojowy) im Stadtteil Stary Zdrój wurde um 1800 vom damaligen Grundherrn Joseph Bernhard von Mutius erbaut.
- Das ehemalige Kaufhaus Schocken (Dom towarowy) entstand um 1929 nach Entwürfen des Baubüros Schocken (Architekt Bernhard Sturtzkopf).
- Das ehemalige Kino Capitol (das spätere Górnik) wurde 1927 im modernistischen Stil durch den Architekten Ludwig Moshamer errichtet. Im Inneren befinden sich zwei Kinosäle und ein Theatersaal.
- Der Eisenbahn-Viadukt der Bahnstrecke Wałbrzych Główny–Kłodzko im Stadtteil Podgórze spielte eine zentrale Rolle in Andrzej Jakimowskis Spielfilm Kleine Tricks (polnisch Sztuczki) – unweit des Viadukts beginnt Polens längster Eisenbahntunnel mit einer Länge von 1601 m (Ochsenkopftunnel). Bemerkenswert ist auch das Empfangsgebäude mit zentraler, dem Neobarock entlehnter Kuppelhalle des Bahnhofs Waldenburg-Altwasser (PKP: Walbrzych-Miasto).
- Schlesier-Ehrenmal, heute Ruine

### Demographie
| Jahr | Einwohner | Anmerkungen |
| ---- | --------- | --- |
| 1803 | 1692      | [ 21 ] |
| 1810 | 1728      | [ 21 ] |
| 1816 | 1767      | Kreisstadt, mit Leinwandhandel, Leinwanddruckerei, Steinkohlengruben und Bergwerk; darunter 1478 Evangelische, 287 Katholiken und zwei Juden |
| 1821 | 1914      | in 150 Privatwohnhäusern |
| 1825 | 2000      | darunter 1655 Evangelische und 345 Katholiken                                                                                                |
| 1840 | 2622      | darunter 2055 Evangelische, 539 Katholiken und acht Juden                                                                                    |
| 1852 | 4256      | [ 24 ] |
| 1875 | 11.307    | [ 25 ] |
| 1880 | 12.063    | [ 25 ] |
| 1890 | 13.533    | davon 8120 Evangelische, 5090 Katholiken und 253 Juden                                                                                       |
| 1905 | 16.435    | davon 6262 Katholiken und 156 Juden |
| 1925 | 44.111    | davon 25.849 Evangelische, 15.522 Katholiken, 120 sonstige Christen, 220 Juden                                                               |
| 1933 | 46.986    | davon 27.432 Evangelische, 15.653 Katholiken, 29 sonstige Christen, 195 Juden                                                                |
| 1939 | 64.128    | davon 37.698 Evangelische, 20.221 Katholiken, 274 sonstige Christen, 28 Juden                                                                |

## Politik

### Oberbürgermeister und Stadtpräsidenten
- [1848] : Eduard Vogel
- 1912–1925: Erdmann
- 1926–1931: Conrad Wießner
- 1932–1933: Schubert
- 1934–1935: Daniel
- 1935–1938: Ludwig Schneider (NSDAP)
- 1939–1945: Hans Hagemann (NSDAP)
- 1945: Eugeniusz Szewczyk
- 1985–1990: Henryk Gołębiewski (PZPR)
- 1991–1994: Zdzisław Grzymajło
- 1994–1998: Jerzy Sędziak
- 1998–2001: Lech Bukowiec
- 2001–2002: Stanisław Kuźniar
- 2002–2011: Piotr Kruczkowski (PO)
- Seit 2011: Roman Szełemej (PO)

An der Spitze der Stadtverwaltung steht ein Stadtpräsident. Seit 2011 ist dies Roman Szełemej (PO). Bei der turnusgemäßen Neuwahl im April 2024 kandidierte Szełemej für das Wahlbündnis Koalicja Obywatelska. Die Wahl brachte folgendes Ergebnis:
- Roman Szełemej (Koalicja Obywatelska) 70,1 % der Stimmen
- Tomasz Maciejowski (Prawo i Sprawiedliwość) 22,5 % der Stimmen
- Dariusz Stawowy (Polska 2050) 7,4 % der Stimmen

Damit wurde Amtsinhaber Szełemej erneut bereits im ersten Wahlgang wiedergewählt.
Bei der turnusgemäßen Neuwahl im Oktober 2018 kandidierte Szełemej mit seinem eigenen Wahlkomitee, das sich maßgeblich auf das Wahlbündnis Koalicja Obywatelska aus PO und Nowoczesna stützte. Die Wahl brachte folgendes Ergebnis:
- Roman Szełemej (Wahlkomitee Roman Szełemej) 84,5 % der Stimmen
- Ireneusz Zyska (Prawo i Sprawiedliwość) 13,1 % der Stimmen
- Übrige 2,4 % der Stimmen

Damit wurde Szełemej bereits im ersten Wahlgang wiedergewählt.

### Stadtrat
Der Stadtrat besteht aus 23 Mitgliedern (bis 2024: 25) und wird direkt gewählt. Die Stadtratswahl 2024 führte zu folgendem Ergebnis:
- Koalicja Obywatelska (KO) 59,9 % der Stimmen, 17 Sitze
- Prawo i Sprawiedliwość (PiS) 25,9 % der Stimmen, 6 Sitze
- Polska 2050 8,9 % der Stimmen, kein Sitz
- Lewica 5,3 % der Stimmen, kein Sitz

Die Stadtratswahl 2018 führte zu folgendem Ergebnis:
- Wahlkomitee Roman Szełemej 66,9 % der Stimmen, 20 Sitze
- Prawo i Sprawiedliwość (PiS) 20,9 % der Stimmen, 5 Sitze
- Sojusz Lewicy Demokratycznej (SLD) / Lewica Razem (Razem) 5,9 % der Stimmen, kein Sitz
- Kukiz’15 3,3 % der Stimmen, kein Sitz
- Polskie Stronnictwo Ludowe (PSL) 2,0 % der Stimmen, kein Sitz
- Übrige 1,0 % der Stimmen, kein Sitz

### Partnerstädte
- Dnipro, Ukraine
- Dortmund, Deutschland (Patenstadt des Waldenburger Berglandes nach dem Zweiten Weltkrieg)
- Foggia, Italien
- Freiberg, Deutschland
- Gżira, Malta
- Hradec Králové, Tschechien
- Jastarnia, Polen
- Vannes, Frankreich

Ehemalige Partnerstädte, als Zeichen der polnisch-sowjetischen Freundschaft:
- Tula, Russland

## Söhne und Töchter der Stadt

### Bis 1945
- Ludwig Plümicke (1791–1866), preußischer Bergrat und Lehrer
- Wolfgang Menzel (1798–1873), Poet, Schriftsteller
- Ernst Leuschner (1826–1898), Montanunternehmer, Reichstags- und Landtagsabgeordneter
- Bolko von Hochberg (1843–1926), Diplomat, Intendant und Komponist
- Adolf Böhm (1844–nach 1891), Landschafts- und Interieurmaler
- Hedwig von Below (1858 – n. 1913), Schriftstellerin
- Paul Hirsch (1860–1929), Bibliothekar und Klassischer Philologe
- Johannes Gadamer (1867–1928), Chemiker
- Georg Gewiese (1869–1917), Landrat
- Anatole Gobiet (1875–1958), Unternehmer
- Harry Goldstein (1880–1977), Kaufmann und Vorsitzender der Jüdischen Gemeinde in Hamburg
- Friedrich Bayer (1883–1955), Politiker
- Hans Fridrich (1884–1947), Oberbürgermeister der Stadt Breslau
- Gerhard Menzel (1894–1966), Schriftsteller und Drehbuchautor
- Alfred Kramer (1898–1946), SS-Mitglied, Kriegsverbrecher
- Herbert Glaeser (1899–1958), Politiker
- Gerhard Schwarz (1902–1995), Kirchenmusiker und Organist
- Günther Lummert (1903–1968), Rechtsanwalt und Strafverteidiger
- Hans Schulze (1904–1982), Maler, Grafiker, Kunstpädagoge, Hochschullehrer
- Wilhelm Albrecht (1905–1993), Generalarzt der Bundeswehr
- Fritz Feldmann (1905–1984), Musikwissenschaftler
- Abraham Robinson (1918–1974), Mathematiker
- Bert Brunn (1923–1984), Schauspieler, Synchron- und Hörspielsprecher
- Günter Wolf (1926–2013), Generalleutnant des Ministeriums für Staatssicherheit der DDR
- Dieter Grande (1930–2016), römisch-katholischer Theologe
- Franz Georg Friemel (* 1930), römisch-katholischer Pastoraltheologe
- Joachim Köhler (1935–2024), römisch-katholischer Theologe
- Rudolf Franz (1937–2016), Bahnradsportler
- Klaus Anderseck (* 1938), Ökonom und Universitätsprofessor
- Klaus Töpfer (1938–2024), Politiker (CDU)
- Klaus Macharzina (* 1939), Ökonom und Universitätspräsident in Stuttgart-Hohenheim
- Reinhard Rösler (* 1940), Germanist
- Christian Brückner (* 1943), Synchronsprecher und Schauspieler (Standardstimme von Robert De Niro)
- Hans-Ulrich Ludewig (* 1943), Historiker
- Michael Richter (1943–2011), Mittelalterhistoriker
- Friedrich Wilhelm Schwartz (1943–2024), Mediziner, Epidemiologe und Hochschullehrer
- Edmund Käbisch (* 1944), evangelischer Pfarrer
- Christa Czekay (1944–2017), Leichtathletin

### Ab 1946
- Piotr Sommer (* 1948), Lyriker, Literaturkritiker und Übersetzer
- Marcel Reif (* 1949), Schweizer Fußballkommentator
- Witold Jacak (* 1950), Informatiker und Hochschullehrer
- Sam Firstenberg (* 1950), polnisch-US-amerikanischer Filmregisseur
- Krzesimir Dębski (* 1953), Jazz-Violinist, Komponist und Dirigent
- Henryk Janikowski (* 1954), Fußballnationalspieler
- Włodzimierz Ciołek (* 1956), Fußballspieler
- Urszula Włodarczyk (* 1965), Leichtathletin
- Tomasz Siemoniak (* 1967), Verteidigungsminister
- Joanna Bator (* 1968), Schriftstellerin und Publizistin
- Dariusz Baranowski (* 1972), Radrennfahrer
- Krzysztof Ignaczak (* 1978), Volleyballspieler
- Sebastian Janikowski (* 1978), American-Football-Spieler
- Adrian Mrowiec (* 1983), Fußballspieler
- Krzysztof Pływaczyk (* 1983), Biathlet
- Agnieszka Wieszczek (* 1983), Ringerin
- Mirosław Kobus (* 1985), Biathlet
- Bartosz Kurek (* 1988), Volleyballspieler
- Kamila Żuk (* 1997), Biathletin
- Bartosz Slisz (* 1999), Fußballspieler
- Mateusz Bereźnicki (* 2001), Boxer
- Szymon Włodarczyk (* 2003), Fußballspieler

## Verkehr
Wałbrzych ist ein Eisenbahnknotenpunkt an den Bahnstrecken
- Wrocław–Jelenia Góra–Zgorzelec (schlesische Gebirgsbahn Breslau–Waldenburg–Hirschberg–Görlitz; erste elektrisch betriebene Hauptbahn im damaligen Deutschland) und
- Kłodzko–Wałbrzych (Glatz–Waldenburg-Dittersbach) sowie
- der ehemaligen Strecke Wałbrzych Szczawienko–Meziměstí (Niedersalzbrunn–Fellhammer–Halbstadt).

Der bedeutendste Bahnhof ist Wałbrzych Glowny (dt. Waldenburg Hauptbahnhof) im Ortsteil Dzietrzychów (Dittersbach). Dieser Bahnhof führte vor dem Zweiten Weltkrieg die Bezeichnung Waldenburg-Dittersbach.

### Schrifttum bis 1945
in umgekehrter Reihenfolge des Erscheinens
- Alexandra Gräfin von Dyhrn: Die Geschichte und Genealogie des Adelsgeschlechts von Dyhrn (Historia rodziny Dyhrn). Breslau 1932.
- Waldenburg, Kreisstadt, im Waldenburger Kohlenbecken und Waldenburger Gebirge, Regierungsbezirk Breslau, Provinz Schlesien. In: Meyers Gazetteer, mit Eintrag aus Meyers Orts- und Verkehrslexikon, Ausgabe 1912, sowie einer historischen Landkarte der Umgebung von Waldenburg (meyersgaz.org).
- ohne Verfasser: „Stammtafeln des mediatisierten Hauses Stolberg“. Stolberg 1887. (zu Graf Christoph Friedrich verg. Diskussion).
- Julius Schrodt: Chronik von Waldenburg. Waldenburg 1837. – S. irrt bei „Stolberg-Wernigerode“ (s. Stammtafeln).
- Leopold Freiherr von Zedlitz-Neukirch: Neues preussisches Adels-Lexicon. Leipzig, 1836.